# Udham Singh
[[File:
|thumb|Udham Singh]]
Udham Singh (Sunam, 26 dicembre 1899 – Barnsbury, 31 luglio 1940) è stato un rivoluzionario indiano.
È noto soprattutto come l'assassino di Sir Michael O'Dwyer, ex governatore della provincia del Punjab nell'India Britannica. L'assassinio, avvenuto nel 1940, è stato descritto come una vendetta per il massacro di Amritsar, avvenuto ad Amritsar nel 1919. Era un esponente del Movimento d'indipendenza indiano ed è stato condannato a morte in un carcere dell'Inghilterra, dove è stato giustiziato all'età di 40 anni.
Nel 1974 i suoi resti sono stati rimpatriati in India. In seguito fu cremato e parte delle sue ceneri sparse nel fiume Sutlej. Il Distretto di Udham Singh Nagar deve a lui il nome.